# Episodi di The Last Kingdom (quarta stagione)
La quarta stagione della serie televisiva The Last Kingdom è stata resa interamente disponibile negli Stati Uniti d'America e nel Regno Unito sul servizio di streaming on demand Netflix il 26 aprile 2020.
In Italia, la stagione è stata trasmessa dal 25 settembre al 27 novembre 2020 su Premium Action.
| nº | Titolo originale | Titolo italiano               | Pubblicazione USA/UK | Prima TV Italia   |
| -- | ---------------- | ----------------------------- | -------------------- | ----------------- |
| 1  | Episode 1        | A Bebbanburg!                 | 26 aprile 2020       | 25 settembre 2020 |
| 2  | Episode 2        | Ritorno a casa                | 26 aprile 2020       | 2 ottobre 2020    |
| 3  | Episode 3        | Il sacrificio                 | 26 aprile 2020       | 9 ottobre 2020    |
| 4  | Episode 4        | La grande battaglia           | 26 aprile 2020       | 16 ottobre 2020   |
| 5  | Episode 5        | Il successore                 | 26 aprile 2020       | 23 ottobre 2020   |
| 6  | Episode 6        | La febbre                     | 26 aprile 2020       | 30 ottobre 2020   |
| 7  | Episode 7        | Il nuovo signore della Mercia | 26 aprile 2020       | 6 novembre 2020   |
| 8  | Episode 8        | Una donna sul trono           | 26 aprile 2020       | 13 novembre 2020  |
| 9  | Episode 9        | La caduta di Winchester       | 26 aprile 2020       | 20 novembre 2020  |
| 10 | Episode 10       | L'assedio di Winchester       | 26 aprile 2020       | 27 novembre 2020  |